# Masakry w Mahagi i Malampace
Masakry w Mahagi i Malampace – dwa masowe morderstwa popełnione w wiejskich osadach Mahagi i Malampaka na terenie dwóch państw w odstępie trzech lat (w 1954 i 1957) przez dwudziestoparoletniego konstabla Williama Uneka, w których zginęło łącznie 58 osób (razem ze sprawcą), a 30 zostało rannych. Sprawca, po dokonaniu drugiej z nich, zbiegł z miejsca zdarzenia i został dziesięć dni później zabity w wymianie ognia z policją. Zanim doszło do zamachów w Norwegii w 2011 roku, ataki z Mahagi i Malampaki najprawdopodobniej były najkrwawszą zbrodnią dokonaną przez jednego człowieka na świecie.

## Przebieg
Sprawca najpierw dokonał masakry we wsi Mahagi w Kongu Belgijskim, w której prawdopodobnie sam mieszkał. Atak miał miejsce 1 stycznia 1954 roku – zginęło w nim 21 osób, a ponad 20 kolejnych odniosło rany. Sprawca użył siekiery do zabicia swoich ofiar. Następnie uciekł z miejsca zdarzenia i ostatecznie dotarł aż do Tanganiki, gdzie rozpoczął nowe życie. Nie jest jasne, co spowodowało jego pierwszą zbrodniczą desperację.
Napastnik dokonał drugiej ze swoich zbrodni w dniu 11 lutego 1957 roku w miasteczku Malampaka w Tanganice. Unek, uzbrojony w skradziony karabin i amunicję, zaczął wchodzić do mieszkań ludzi i rozstrzeliwać ich, atakował także ludzi na ulicach za pomocą siekiery, noża, zapalniczki i gołych pięści. Atak miał miejsce we wczesnych godzinach rannych i był motywowany nieporozumieniami sprawcy z jego szefem w pracy. W drugim z ataków zginęło łącznie 36 osób, a kilka odniosło rany. Po dokonaniu tego ataku sprawca, tak samo jak w przypadku poprzedniego ataku, zbiegł z miejsca zdarzenia i dotarł do innego miasteczka, gdzie schronił się w domu jednego z mieszkańców, który dał sprawcy jedzenie i ugościł go, ale wkrótce zdał sobie sprawę, że osoba ta może być niebezpieczna, gdyż Unek był uzbrojony i mieszkaniec ten zdecydował się na doniesienie o tym miejscowej policji.
21 lutego, dziesięć dni po drugim z ataków, lokalna policja plemienna i brytyjskie siły specjalne dotarły do mieszkania, w którym przebywał sprawca i – po opuszczeniu go przez mieszkańców – zaczęły długotrwałą wymianę ognia, w trakcie której jeden z policjantów wrzucił do środka bombę dymną, w wyniku czego dom stanął w płomieniach, które śmiertelnie poparzyły sprawcę.

## Sprawca
Sprawcą masakr był dwudziestoparoletni konstabl William Unek. Motywy jego ataków nie są do końca jasne, w przypadku drugiego z nich jego motywacją mogły być nieporozumienia w pracy. Masakra nie odbiła się głośnym echem na świecie, pomimo tego, że był to najpewniej największy wówczas atak szaleńca, zdarzenia opisywały głównie gazety brytyjskie i amerykańskie, ale dokładne motywy sprawcy i dokładniejsze informacje o nim nie zostały nigdzie ujawnione.